# Buthiers (Haute-Saône)
Buthiers település Franciaországban, Haute-Saône megyében. Lakosainak száma 326 fő (2022. január 1.). Buthiers Bonnay, Mérey-Vieilley, Perrouse és Voray-sur-l’Ognon községekkel határos.

## Népesség
A település népességének változása:
| Lakosok száma | 309  | 303  | 302  | 308  | 308  | 308  | 306  | 307  | 317  | 326  |
|               | 2010 | 2013 | 2015 | 2016 | 2017 | 2018 | 2019 | 2020 | 2021 | 2022 |